# Sark
Sark (tiếng Sercquiais: Sèr hoặc Cerq) là một phần của Quần đảo Eo biển, toạ lạc ở phía Tây Nam Eo biển Anh, ngoài khơi bờ biển Normandy, Pháp. Đây là một thái ấp hoàng gia, cùng với một số thực thể khác cấu thành nên Địa hạt Guernsey (một trong 3 Lãnh địa vương quyền của Vương quốc Anh), với bộ luật riêng dựa trên luật Norman và Nghị viện riêng. Nó có dân số khoảng 500 người. Sark (bao gồm đảo Brecqhou gần đó) có diện tích 2,10 dặm vuông (5,44 km2). Little Sark là một bán đảo được nối bởi một eo đất tự nhiên nhưng cao và rất hẹp với phần còn lại của Đảo Sark.
Sark là một trong số ít nơi còn lại trên thế giới cấm ô tô lưu thông trên đường và chỉ cho phép máy kéo, xe đạp và xe ngựa kéo. Năm 2011, Sark được chỉ định là Cộng đồng Dark Sky và là Đảo Dark Sky đầu tiên trên thế giới.

## Địa lý

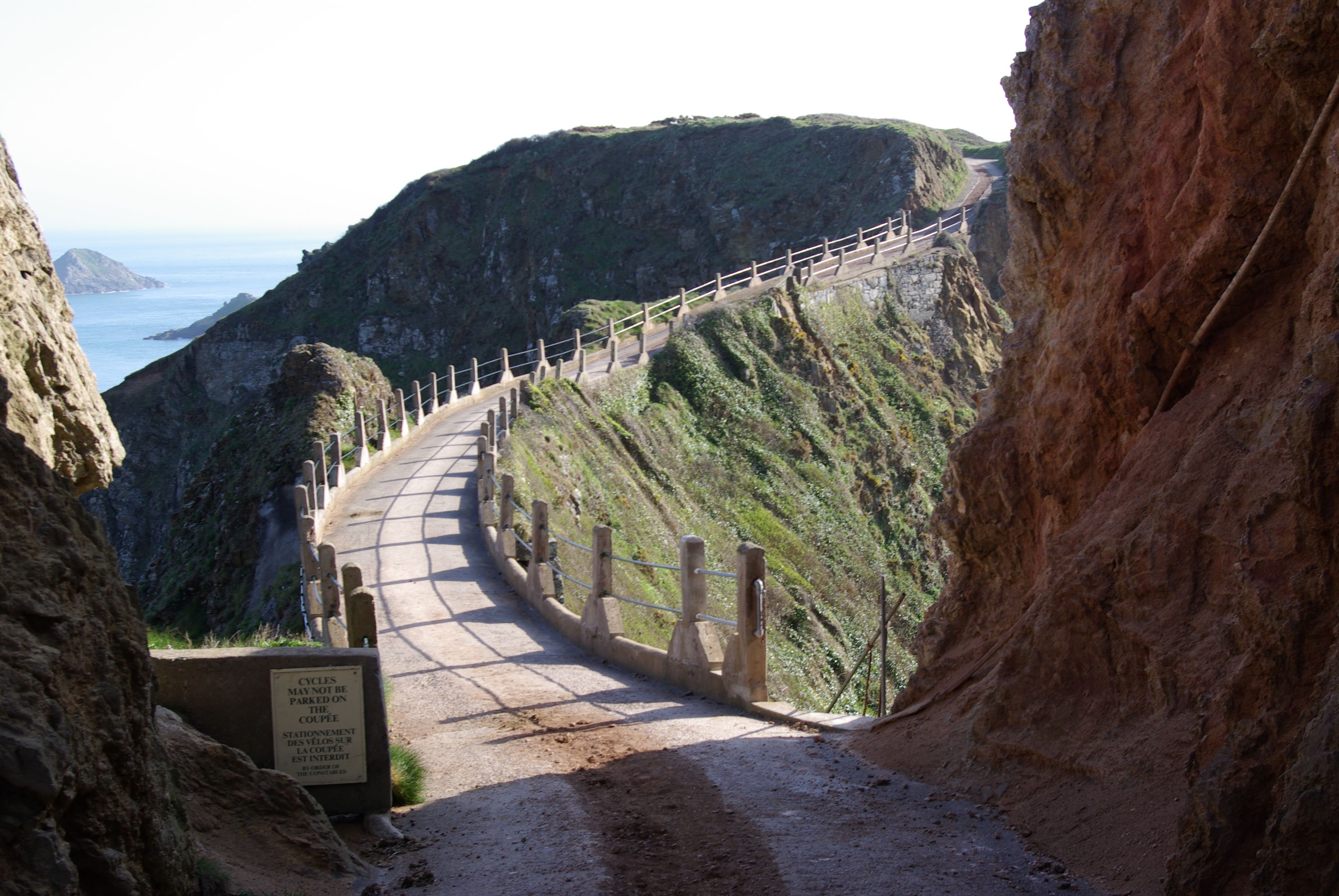
La Coupée

Sark bao gồm hai phần chính, Greater Sark, nằm ở tọa độ khoảng 49°25′B 2°22′T, và Little Sark ở phía nam. Chúng được nối với nhau bằng một eo đất hẹp gọi là La Coupée dài 300 foot (91 m) và có độ sụt mỗi bên là 330 foot (100 m). Lan can bảo vệ đã được bổ sung vào năm 1900; trước đó, trẻ em sẽ bò bằng tay và đầu gối để tránh bị thổi bay qua mép. Một con đường bê tông hẹp bao phủ toàn bộ eo đất được xây dựng vào năm 1945 bởi các tù nhân chiến tranh Đức dưới sự chỉ đạo của các Kỹ sư Hoàng gia. Do bị cô lập, cư dân của Little Sark nói tiếng Sercquiais riêng biệt, phương ngữ Norman bản địa của hòn đảo.

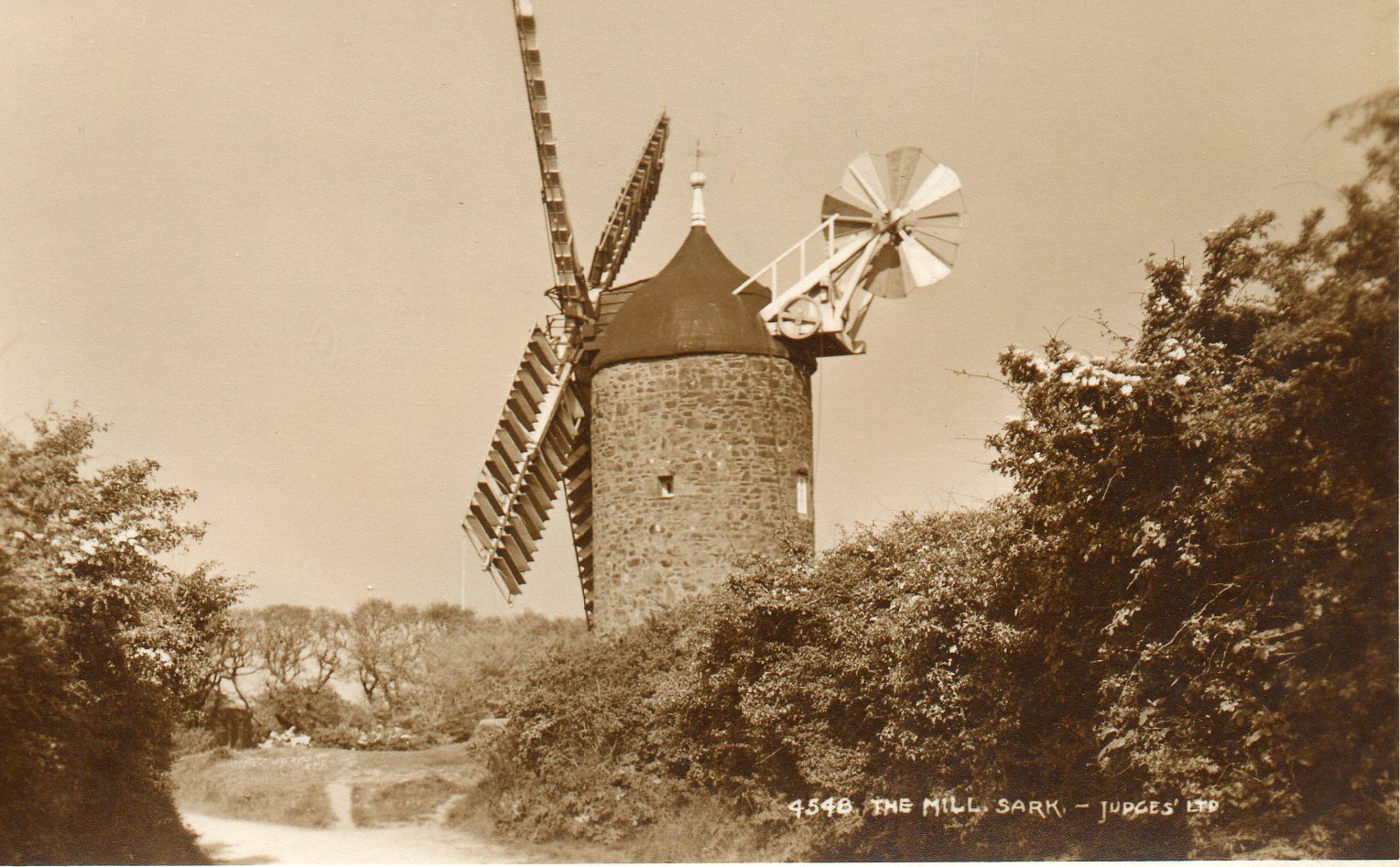
"Le Moulin" windmill, c. 1905

Điểm cao nhất trên Sark là 374 foot (114 m) trên mực nước biển. Một chiếc cối xay gió, có từ năm 1571, được tìm thấy ở đó, những cánh buồm của nó đã bị dỡ bỏ trong Thế chiến thứ hai. Điểm cao này được đặt tên là Le Moulin, theo tên cối xay gió. Vị trí này cũng là điểm cao nhất trong Địa hạt Guernsey. Little Sark có một số mỏ Galen. Tại Port Gorey, có thể nhìn thấy tàn tích của các mỏ bạc. Ngoài khơi phía nam của Little Sark là Hồ bơi Venus và Hồ bơi Adonis, cả hai hồ bơi tự nhiên có nước được làm mới khi thủy triều lên.
Toàn bộ hòn đảo bị xâm thực rộng rãi bởi thuỷ triều các hang động tự nhiên cung cấp môi trường sống độc đáo cho nhiều sinh vật biển, đáng chú ý là hải quỳ, một số loài chỉ có thể tiếp cận an toàn khi thủy triều xuống.
Sark được tạo thành chủ yếu từ đá Amphibolit và granit Gneis, bị xâm nhập bởi các tấm magma gọi là diorit thạch anh. Các nghiên cứu địa chất gần đây (1990–2000) và xác định niên đại thời đại đá của các nhà địa chất từ Đại học Oxford Brookes cho thấy rằng đá núi lửa có thể hình thành vào khoảng 620–600 triệu năm trước trong Kiến tạo sơn Cadomian Hậu Tiền Cambri. Các tấm diorit thạch anh đã bị xâm nhập trong sự kiện Biến dạng Cadomian và sự kiện biến chất.
Tất cả các loại đá ở Sark (và của Quần đảo Eo biển của Guernsey và Alderney gần đó) được hình thành trong quá trình hoạt động địa chất trong lớp vỏ lục địa phía trên một khu vực hút chìm cổ đại. Bối cảnh địa chất này tương tự như đới hút chìm ngày nay của mảng Thái Bình Dương va chạm và hút chìm bên dưới mảng lục địa Bắc và Nam Mỹ.
Sark cũng thực thi quyền tài phán đối với đảo Brecqhou, chỉ cách Greater Sark vài trăm feet về phía tây. Nó là một đảo tư nhân, nhưng gần đây nó đã được mở cửa cho một số du khách. Từ năm 1993, Brecqhou thuộc sở hữu của David và Frederick Barclay, hai anh em và đồng sở hữu của The Daily Telegraph cho đến khi David Barclay qua đời vào năm 2021. Hai anh em tranh giành quyền kiểm soát hòn đảo này của Sark. Các ứng cử viên được ủng hộ bởi các lợi ích kinh doanh khác nhau của họ trên đảo đã không giành được bất kỳ ghế nào trong các cuộc bầu cử được tổ chức vào năm 2008 và 2010.

## Lịch sử
Vào thời cổ đại, Sark gần như chắc chắn bị chiếm đóng bởi Venelli, bộ tộc Gallic ở Bán đảo Cotentin. Họ đã bị chinh phục bởi Julius Caesar của Đế chế La Mã vào khoảng năm 56 trước Công nguyên trong Chiến tranh Gallic. Khoảng 3 thập kỷ sau dưới thời Augustus, Gallia Celtica được chia thành 3 phần, với khu vực này là một phần của Gallia Lugdunensis, với thủ đô là Lugdunum, nay là Lyon. Một bộ phận sau này được đặt tên là Lugdunensis secunda (Lyonnaise 2). Một thị trấn Unelli, nay là Coutances, được đặt tên là Constantia vào năm 298 bởi hoàng đế La Mã Constantius Chlorus.

### Trích dẫn
1. 1 2  Too many people – or not enough? Jersey's population dilemma Lưu trữ ngày 13 tháng 7 năm 2018 tại Wayback Machine, Jersey Evening Post, 9 April 2015
2. ↑  "Registration form for 'CQ'".
3. ↑  "The official website for the Island of Sark". Sark Tourism. ngày 23 tháng 1 năm 2014. Truy cập ngày 1 tháng 2 năm 2014.
4. ↑  Walden, Lisa (ngày 16 tháng 8 năm 2020). "The idyllic car-free island of Sark is looking for 500 new residents". Country Living. Truy cập ngày 6 tháng 8 năm 2021.
5. ↑  Palca, Joe (tháng 2 năm 2011). "Lights Out: Tiny Sark Named First 'Dark-Sky' Island". NPR. Truy cập ngày 6 tháng 8 năm 2021.
6. 1 2  "Sark Home Page". Island Life. ngày 10 tháng 12 năm 2008. Truy cập ngày 7 tháng 12 năm 2012.
7. ↑  "Galena from Le Pelley's Shaft, Little Sark, Channel Islands". Hudson Institute of Mineralogy. Truy cập ngày 5 tháng 12 năm 2017.
8. ↑  "Sark (Channel Islands)". uk-fusion.com. Bản gốc lưu trữ ngày 20 tháng 4 năm 2008.
9. ↑  Miller, Brent V; Samson, Scott D; D'Lemos, Richard S (tháng 10 năm 1999). "Time span of plutonism, fabric development, and cooling in a Neoproterozoic magmatic arc segment: U–Pb age constraints from syn-tectonic plutons, Sark, Channel Islands, UK". Tectonophysics. Quyển 312 số 1. tr. 79–95. Bibcode:1999Tectp.312...79M. doi:10.1016/S0040-1951(99)00172-9.
10. ↑  "Sark goes to the polls". This is Guernsey. ngày 8 tháng 12 năm 2010. Bản gốc lưu trữ ngày 24 tháng 5 năm 2013.
11. ↑  Indyjourno (ngày 29 tháng 6 năm 2012). "Sark and the Barclays Brothers – Indymedia Ireland". www.indymedia.ie. Truy cập ngày 4 tháng 12 năm 2017.